# Le Château de Cassandra
 (février 2021).
Le Château de Cassandra (I Capture the Castle) est le premier roman de l'écrivaine britannique Dodie Smith, publié en 1948 à New York.
L'œuvre est considérée comme un classique de la littérature britannique du XXe siècle. 

## Résumé
Le roman relate la vie des Mortmain, une famille relativement pauvre vivant dans un château en ruines dans l’Angleterre des années 1930. Il est rédigé sous forme de journal intime, tenu par Cassandra, l'héroïne de 17 ans, cadette de la famille. Elle y décrit son père, écrivain taciturne connu pour son seul roman, Jacob Luttant (référence biblique), son étrange belle-mère Topaz, modèle pour peintres, sa sœur ainée Rose, jeune femme rêvant d'une vie moins misérable, et son petit frère de 15 ans, Thomas, espiègle et intellectuellement brillant comme Cassandra. Un jeune jardinier, Stephen Colly, est épris de Cassandra. 
Le quotidien des Mortmain change lorsque Neil et Simon Cotton, deux fringants Américains, héritiers du défunt propriétaire du château, arrivent dans la contrée. Ils suscitent aussitôt l'intérêt de la narratrice et de sa sœur.